# John Ahern Torpie
John Ahern Torpie (* 6. August 1910 in Gympie; † 30. Dezember 2000) war ein australischer Ordensgeistlicher und römisch-katholischer Bischof von Cairns.

## Leben
John Ahern Torpie empfing am 25. November 1934 die Priesterweihe.
Papst Paul VI. ernannte ihn am 14. September 1967 zum Bischof in Cairns ernannt. Der Erzbischof von Brisbane, Patrick Mary O’Donnell, spendete ihm am 30. November desselben Jahres die Bischofsweihe; Mitkonsekratoren waren Thomas Vincent Cahill, Erzbischof von Canberra-Goulburn, und Francis Roberts Rush, Bischof von Rockhampton.
John Ahern Torpie starb am 30. Dezember 2000 in seinem 90. Lebensjahr.